# The Low Flying Panic Attack
The Low Flying Panic Attack (en sus siglas TLFPA) es un grupo madrileño de Rock alternativo formado en 2017 por Marta Brandariz (voz y teclados) y Javier Martín (voz y guitarra). El nombre proviene de la canción de Radiohead Burn The Witch, siendo esta banda una de sus mayores referencias musicales.

## Discografía

### The Low Flying Panic Attack(2017)
El grupo lanza su primer EP homónimo el 1 de junio de 2017. Compuesto por 5 temas, el disco destaca por sus profundas letras, paisajes sonoros y complejas texturas.
El trabajo fue autoproducido por la propia banda, mientras que la portada fue elaborada por Cristina Rodríguez. El disco fue introducido en diferentes medios como Radio 3  e interpretado en formato acústico. Finalmente el 10 de noviembre de 2017 el grupo presentó el disco en formato eléctrico en el Café La Palma con críticas favorables.
Lista de temas
- El Descenso (4:14)
- 11+3 (4:22)
- El Discurso de H (5:22)
- Los Demás (5:32)
- Aislados en una Corriente de Estrellas (5:48)

## Videoclips

### El Descenso (2017)
El 3 de abril de 2017 La Butaca Music estrena el primer videoclip del grupo. El Descenso es una pequeña pieza audiovisual auto-editada y en el que se reflejan diferentes elementos de la cultura de la televisión, la cultura de Internet y diferentes clips psicodélicos

### Los demás(2017)
Estrenado el 8 de octubre de 2017, Los Demás supone el primer videoclip de la banda. El audiovisual fue producido por ROS^S I COCOS y dirigido por Ana De Nevado, mientras que la dirección de fotografía corrió a cargo de Carlos Guijarro. El videoclip fue exhibido en el 14º Certamen Nacional de Videoclips  junto a otras 16 obras dentro del marco de la XXXI Semana de Cine de Medina del Campo .